# 阿部正直
阿部正直（1702年（元禄15年1733年—8月9日（享保18年6月30日）），武藏国忍藩主·阿部正乔的三男。母亲是井伊直该之女。正室为浅野吉长之女、继室为德大寺公全之女。从五位下、隐岐守。
享保10年（1725年）、因为哥哥·阿部正秋被废而成为忠秋系阿部家嫡子，在继承家督前的享保18年（1733年）去世。迎分家阿部正晴的长男阿部正允继承家督。